# Ilhas Cook nos Jogos Olímpicos de Verão de 2000
As Ilhas Cook participaram dos Jogos Olímpicos de Verão de 2000 em Sydney, Austrália.